# Mezőgazdasági és Élelmezésügyi Minisztérium
A Mezőgazdasági és Élelmezésügyi Minisztérium (rövidítése: MÉM)  a Magyar Népköztársaság egyik minisztériuma volt. Neve 1990 májusában Földművelésügyi Minisztériumra változott.

## Története
1967. április 14-én jött létre az 1967. évi 8. tvr. alapján több minisztérium és más szerv összevonásával.  Jogelődei a Földművelésügyi Minisztérium (FM), az Élelmezésügyi Minisztérium (ÉM), az Országos Erdészeti Főigazgatóság (OEF) és az Állami Földmérési és Térképészeti Hivatal (ÁFTH) voltak. Fő feladata a mező- és erdőgazdaság, az elsődleges faipar, a vadgazdálkodás és vadászat, a földügyi igazgatás és az élelmiszeripar irányítása volt.
A minisztériumnak az ágazattal kapcsolatos gazdaságpolitikai és saját hatósági jogköréböl adódóan sokféle konkrét feladata volt, a legfontosabbak az alábbiak:
- Koncepciók kialakítása a minisztériumhoz tartozó ágazatok összehangolt fejlesztésére, valamint az üzemi-vállalati és a gazdasági érdekek egybehangolására.
- Javaslatok kidolgozása a gazdasági célkitűzéseket megvalósító eszközök kialakítására (árrendszer, hitelpolitika, termékforgalmazás, bér- és jövedelemszabályozás, beruházási rendszer stb.).
- A termelésfejlesztés és műszaki fejlesztés irányának meghatározása a népgazdasági tervvel összhangban.
- A minisztériumhoz tartozó ágazatok szervezetei közt (vállalatok, gazdaságok, intézmények, szövetkezetek) az információs rendszerek kidolgozása, azok működtetésének biztosítása.
- Az ágazati tudományos kutatás és szakemberképzés irányának meghatározása és feltételeinek biztosítása.
- A mezőgazdasági és élelmiszeripari ágazat nemzetközi kapcsolatainak szervezése.
- Az ágazattal kapcsolatos minisztériumi szintű szabályozási és hatósági feladatok ellátása.
- Gondoskodás az ágazati feladatokat ellátó szakigazgatási szervezet kiépítéséről, működéséről.
- Az állam tulajdonosi jogköréből kifolyólag a felügyelete alá tartozó vállalatok és költségvetési szervek felügyelete, a velük kapcsolatos munkáltatói jogok gyakorlása. A vállalatok és költségvetési szervek létrehozása és megszüntetése, tevékenységük meghatározása, működésük biztosítása.

## Hivatali szervezete
A 11/B/1969. MÉM sz. utasítás alapján (mely a minisztérium részletes ügyrendjét határozta meg) 1969. január 1-től a minisztérium szervezete az alábbi részlegekből állt:
- I. Személyzeti Főosztály
- II. Igazgatási és Szövetkezeti Főosztály
- III. Közgazdasági Főosztály
- IV. Termékforgalmazási Főosztály
- V. Munkaügyi és Szociálpolitikai Főosztály
- VI. Költségvetési Főosztály
- VII. Szakoktatási Főosztály
- VIII. Tudományos Kutatási Főosztály
- IX. Nemzetközi Kapcsolatok Főosztálya
- X. Tájékoztatási Főosztály
- XI.Mezőgazdasági Termelésfejlesztési Főosztály
- XII. Mezőgazdasági Műszaki Fejlesztési Főosztály
- XIII. Mezőgazdasági Vállalatfelügyeleti Főosztály
- XIV. Élelmiszeripari Hivatal
- XV. Erdészeti és Faipari Hivatal
- XVI. Országos Földügyi és Térképészeti Hivatal
- XVII. Állategészségügyi Főosztály
- XVIII. Növényvédelmi Főosztály
- XIX. Termelésfelügyeleti Főosztály
- XX. Gazdasági Hivatal

További titkárságai voltak
- Miniszteri és miniszterhelyettesi titkárságok
- Műszaki Fejlesztési Tanács Titkársága
- Szabványügyi Titkárság

1971 január 1-től (9/B/1970. sz. MÉM utasítása) a minisztérium szervezete a következő főosztályokból és hivatalokból állt:
- Miniszteri Titkárság
- I. Személyzeti Főosztály
- II. Igazgatási és Jogügyi Főosztály
- III. Közgazdasági Főosztály
- IV. Terményforgalmazási Főosztály
- V. Tudományos Kutatási Főosztály
- VI. Termelés- és Műszaki Fejlesztési Főosztály
- VII. Növényvédelmi Főosztály
- VIII. Állategészségügyi és Élelmiszerhigiéniai Főosztály
- IX. Szövetkezeti Főosztály
- X. Szakoktatási főosztály
- XI. Munkaügyi és Szociálpolitikai Főosztály
- XII. Tájékoztatási Főosztály
- XIII. Szervezési és Ellenőrzési Főosztály
- XIV.  Vállalatfelügyeleti Főosztály
- XV. Költségvetési Főosztály
- XVI. Nemzetközi Kapcsolatok Főosztály
- XVII. Országos Földügyi és Térképészeti Hivatal
- XVIII. Erdőrendezési Főosztály
- XIX. Vadászati és Vadgazdálkodási Főosztály
- XX. Gazdasági Hivatal

A minisztérium vezetését tanácsadó, véleményező, javaslattevő szervek segítették (34/1967. MÉM, 27/1967. MÉM, 13/1970. MÉM sz. utasítások):
- Közgazdasági Tanács
- Tudományos Tanács
- Meliorációs Tanács
- Mezőgazdasági Minősítő Tanács
- Műszaki Fejlesztési Tanács
- Országos Állategészségügyi Tanács
- Országos Mezőgazdasági Fajtaminősítő Tanács
- Országos Növényvédelmi Szakbizottság
- Országos Sütőipari Szakmai Tanács
- Országos Vadgazdálkodási és Vadászati Tanács
- Szakoktatási Tanács
- MÉM Tanácsadó Testület

1985-től február 1-től (1/B/1985. sz. MÉM utasítás) a minisztériumban a következő minisztériumi részlegek működtek:
- Miniszteri Titkárság
- I. Személyzeti és Munkaügyi Főosztály
- II. Igazgatási és Jogügyi Főosztály
- III. Terv- és Közgazdasági Főosztály
- IV. Kereskedelmi és Piacfelügyeleti Főosztály
- V. Szakoktatási és Kutatási Főosztály
- VI. Mezőgazdasági
- VII. Növényvédelmi és Agrokémiai Főosztály
- VIII. Állategészségügyi és Élelmiszerhigiéniai Főosztály
- IX. Szövetkezeti Főosztály
- X. Élelmiszeripari Főosztály
- XI. Törvényességi Felügyeleti Főosztály
- XII. Költségvetési Intézmények Főosztálya
- XIII. Nemzetközi Kapcsolatok Főosztálya
- XIV. Vadgazdasági Főosztály
- XV. Műszaki Főosztály
- XVI. Földügyi és Térképészeti Hivatal
- XVII. Erdészeti és Faipari Hivatal

### Iratkezelésének szervezete, rendje
A 21/B/ 1976. sz MÉM utasítás alapján a minisztériumban az iratkezelést, nyilvántartást, ügyvitelt és iratselejtezést az Igazgatási és Jogügyi Főosztály Iratnyilvántartási és Titkos Ügykezelési Osztálya látta el. A minisztériumnak, az egyes részlegeknek, valamint az ott dolgozóknak címzett postai küldemények átvétele, csoportosítása és az illetékesek számára történő átadása, illetve a kimenő iratok szabályzat szerinti elküldése is a Postabontóban történt. Felbontás nélkül kellett továbbítaniuk a névre szóló és a részlegeknek címzett iratokat, a "Szigorúan Titkos" jelzésű iratokat pedig nem is vehették át, azokat egyből a Titkos Ügykezelőséghez kellett irányítaniuk. A két évnél régebben keletkezett, elintézett iratok rendszerezett irattári elhelyezése, kezelése, nyilvántartása és selejtezésének megszervezése, valamint a maradandó értékű iratok levéltárba adása a Központi Irattár feladata volt.
A MÉM 1967 és 1990 között keletkezett, maradandó értékű iratait jelenleg a Magyar Nemzeti Levéltár Országos Levéltára őrzi, az ott található iratanyag terjedelme 1128,36 iratfolyóméter, amely 61 állagra oszlik. Az állagokat a MÉM szervezeti egységei (elsősorban főosztályai) szerint alakították ki. Külön állagokat képeznek egyes vezetők iratai, továbbá a visszaminősített titkos ügykezelésű iratok. Az iratanyag jelentős része levelezésből és vezetői értekezletek anyagaiból áll.

## Miniszterek
- Dimény Imre (1967. április 14. - 1975. július 4.)
- Romány Pál (1975. július 4. - 1980. június 27.)
- Váncsa Jenő (1980. június 27. - 1989. május 10.)
- Hütter Csaba (1989. május 10. - 1990. május 23.)